# Ráckeve
Ráckeve là một thành phố thuộc hạt Pest, Hungary. Thành phố này có diện tích 64,09 km², dân số năm 2010 là 9964 người, mật độ 155 người/km².